# NGC 4677
NGC 4677 este o galaxie lenticulară situată în constelația Centaurul. A fost descoperită în 8 iunie 1834 de către John Herschel. Se află la o distanță de 60,87 de megaparseci de Pământ.